# Peromyscus schmidlyi
Peromyscus schmidlyi is een knaagdier uit het geslacht witvoetmuizen (Peromyscus) dat voorkomt in de Westelijke Sierra Madre van westelijk Durango (Mexico) en oostelijk Sinaloa en mogelijk noordelijk Nayarit. De soort is het nauwste verwant aan P. levipes en P. beatae. De soort is genoemd naar professor David Schmidly voor zijn bijdragen aan de taxonomie van Peromyscus.
Morfologisch is deze soort moeilijk te onderscheiden van verwante soorten. Hij is iets groter en donkerder dan P. b. rowleyi en iets kleiner dan P. spicilegus. Er zijn geen morfologische verschillen met P. levipes bekend. P. schmidlyi heeft een FN van 54 tot 56.